# Ваздухопловна база Холоман
Ваздухопловна база Холоман (енгл. Holloman Air Force Base) насељено је место без административног статуса у америчкој савезној држави Њу Мексико.

## Демографија
По попису из 2010. године број становника је 3.054, што је 978 (47,1%) становника више него 2000. године.
| Група             | 2000.         | 2010.         |
| Белци             | 1.421 (68,4%) | 1.962 (64,2%) |
| Афроамериканци    | 274 (13,2%)   | 352 (11,5%)   |
| Азијати           | 59 (2,8%)     | 73 (2,4%)     |
| Хиспаноамериканци | 258 (12,4%)   | 468 (15,3%)   |
| Укупно            | 2.076         | 3.054         |